# Face Down
Face Down (früher bekannt als Machine God) ist eine Thrash-Metal-/Death-Metal-Band aus Schweden, die im Jahr 1993 unter dem Namen Machine God gegründet wurde, sich 1999 auflöste und 2004 wieder zusammenfand.

## Geschichte
Die Band wurde im Jahr 1993 vom Bassisten Joakim „Harju“ Hedestedt, dem Schlagzeuger Richard Bång und dem Gitarristen Alex Linder unter dem Namen Machine God gegründet. Kurze Zeit später stieß Sänger Marco Aro dazu. Nach einem ersten Auftritt im Jahr 1994 kam Gitarrist Joacim Carlsson (Afflicted, General Surgery) zur Band, woraufhin sich die Gruppe in Face Down umbenannte. Im selben Jahr wurde Sänger Linder dann durch Niklas Ekstrand (ex-Tiamat) ersetzt. In dieser Besetzung nahm die Formation ein erstes Demo, das eine Auflage von über 900 Stück hatte. Die Kopien wurden veröffentlicht, jedoch nicht speziell an Plattenlabels gesendet. Im Jahr 1995 wurde Soundfront Records auf das Demo auf die Band aufmerksam. Nach einem Auftritt im Frühling in Stockholm erlangte die Band durch das Label einen Vertrag bei Roadrunner Records. Dies sollte zudem der letzte Auftritt zusammen mit dem Gitarristen Ekstrand sein. Im Sommer begab sich die Band mit dem Produzenten Daniel Bergstrand in das Soundfront Studio, um das Debütalbum Mindfield aufzunehmen. Kurz danach verließ Schlagzeuger Bång die Band und wurde durch Peter Stjärnvind (Unanimated, Merciless) ersetzt. Nach der Veröffentlichung des Albums im Januar 1996, ging die Band zusammen mit Napalm Death und Crowbar auf eine Europatournee. Die Tour war jedoch nur bedingt erfolgreich, da große Teile des Publikums während des Auftrittes das Konzert wieder verließen. Bei dieser Tour spielte die Band zudem auch einige Auftritte zusammen mit At the Gates. Zur selben Zeit nahm die Band auch ein Musikvideo zu dem Lied Kill the Pain auf, das einige Male auf Headbangers Ball bei MTV ausgestrahlt wurde. Außerdem wurde dort auch ein Live-Interview mit der Band gezeigt. Der Tour folgte eine weitere durch Großbritannien und spielte dabei unter anderem auch in London zusammen mit Cathedral. Zurück in Schweden nahm die Band am Hultsfred Festival. Nach mehreren Problemen mit Soundfront Records trennte sich die Gruppe von dem Label und unterzeichnete einen Vertrag bei Nuclear Blast. Daraufhin begannen im Herbst 1996 die Arbeiten zum zweiten Album. Im Februar 1997 begab sich die Band zusammen mit dem Produzenten Tomas Skogsberg in die Sunlight Studios, um innerhalb von sechs Wochen 15 neue Lieder aufzunehmen. Da jedoch Nuclear Blast mit dem Resultat nicht zufrieden war, musste die Band im Juli die Lieder innerhalb von zwei Wochen in Daniel Bergstrands Dug Out Productions Studio neu aufnehmen. Nach der Veröffentlichung des Albums gegen Ende des Jahres unter dem Namen The Twisted Rule the Wicked, verließ Schlagzeuger Peter Stjärnvind die Band, um Entombed beizutreten. Als Ersatz kam Håkan Ericsson zur Band. In der Folgezeit folgten einige lokale Auftritte, während es zu Streitigkeiten mit Nuclear Blast kam. Zudem hielt die Band eine Tour zusammen mit Soulquake System durch Großbritannien ab. Nachdem die Tour Anfang 1998 beendet worden war, wurde das Projekt pausiert, ehe sich die Gruppe im Herbst 1998 in die Sunlight Studis begab, um ein Demo aufzunehmen, das drei Lieder umfasste. Da die Verhältnisse zwischen Nuclear Blast und Face Down zu zerrüttet waren, trennte sich die Band von ihrem Label. Anfang 1999 verließ Sänger Aro die Band, um The Haunted beizutreten, woraufhin sich die Band im Frühling 1999 auflöste. Nach der Auflösung kehrte Joacim Carlsson zu Afflicted zurück, während Bassist Joakim Harju Construcdead gründete und Peter Stjärnvind bei Entombed, Krux und Murder Squad spielte.
Im Jahr 2004 belebte Bassist Hedestedt die Band wieder, nachdem er von Aros Ausscheiden bei The Haunted hörte. Nachdem Aro zurück zu Face Down gekehrt war, kam Erik Thyselius (Construcdead, Terror 2000) als Schlagzeuger zur Band. Kurz darauf unterzeichnete die Band einen Vertrag bei Black Lodge Records. Im Sommer 2005 hielt die Band ihre ersten Auftritte ab und trat dabei auf dem Sweden Rock Festival und dem 2000 Decibel Festival auf. Im Juli begab sich die Band in die Fear And Loathing Studios zusammen mit dem Produzenten Jocke Skog, um das Album The Will to Power aufzunehmen. Nachdem das Album im November 2005 veröffentlicht worden war, folgte zur Veröffentlichung des Albums ein Auftritt im Marquee Club in London. Nach einigen weiteren Auftritten verließ Schlagzeuger Erik Thyselius die Band und wurde im Februar 2006 durch Christofer Barkensjö ersetzt. 2008 schloss sich die Split-Veröffentlichung Think Twice zusammen mit Remasculate über Unexploded Records an.

## Stil
In ihren Anfangstagen spielte die Band Metal, der stark durch Hardcore Punk beeinflusst wurde, sodass die Musik als „Metalcore mit starkem Thrash-Einschlag“ bezeichnet werden konnte. Klanglich waren zudem anfangs auch Parallelen zu Machine Head hörbar. Mit der Veröffentlichung ihres Debütalbums Mindfield distanzierte sich die Band ein wenig vom Machine-Head-Klang und arbeitete verstärkt mit Samples, wodurch sich die Gruppe stärker dem Industrial Rock annäherte. Auf dem zweiten Album waren erneut klangliche Parallelen zu Machine Head, aber auch Fear Factory oder gelegentlich auch Damageplan hörbar. Die Musik kann hierauf als Thrash Metal, mit Einflüssen aus Grindcore und ein wenig Doom Metal, beschrieben werden. Neben einem Death-Metal-Klang sind auch klangliche Parallelen zu Thrash-Metal-Bands wie Accu§er oder Thrash-Metal-Künstlern aus der San Francisco Bay Area hörbar. Auf The Will to Power spielte die Band Thrash Metal mit modernen Death-Metal-Anleihen, wobei der aggressive gutturale Gesang Aros besonders charakteristisch ist. Auf dem Lied Heretic thematisierte die Band die Taten des US-amerikanischen Massenmörders Carl Panzram.

## Diskografie
- One Eyed Man (Demo, 1994)
- Demo 2 (Demo, 1995)
- Demo 3 (Demo, 1995)
- Mindfield (Album, 1996)
- Demo 4 (Demo, 1996)
- The Twisted Rule the Wicked (Album, 1997)
- Demo 5 (Demo, 1998)
- Promo Demo 2004 (Demo, 2004)
- The Will to Power (Album, 2005)
- Think Twice (Split mit Remasculate, 2008)